# 1,2-다이메톡시벤젠
1,2-다이메톡시벤젠(영어: 1,2-dimethoxybenzene)은 화학식이 C6H4(OCH3)2인 유기 화합물이다. 일반적으로 베라트롤(영어: veratrole)로 알려져 있다. 1,2-다이메톡시벤젠은 다이메톡시벤젠의 3가지 이성질체 중 하나이다. 1,2-다이메톡시벤젠은 무색의 액체로 좋은 냄새가 나며, 물에 약간 용해된다. 1,2-다이메톡시벤젠은 피로카테콜로부터 파생된 다이메틸 에터이다.

## 생성
1,2-다이메톡시벤젠은 자연적으로 생성된다. 1,2-다이메톡시벤젠의 생합성은 과이어콜 O-메틸기전이효소에 의한 과이어콜의 메틸화를 수반한다. 1,2-다이메톡시벤젠은 곤충 유인 물질이다. 과이어콜 O-메틸기전이효소 유전자는 지금까지 모든 식물종에서 발견된 최초의 냄새 유전자이다.

## 용도
1,2-다이메톡시벤젠은 다른 방향족 화합물의 유기 합성을 위한 빌딩 블록이다. 1,2-다이메톡시벤젠은 상대적으로 전자가 풍부하며 쉽게 친전자성 치환을 겪는다.
1,2-다이메톡시벤젠의 사용의 예로는 도미피존(Domipizone)의 합성이 있다.
1,2-다이메톡시벤젠은 NBS로 쉽게 브로민화되어 4-브로모베라트롤을 생성할 수 있다.

## 같이 보기
- 다이메톡시벤젠
- 1,3-다이메톡시벤젠
- 1,4-다이메톡시벤젠